# Hans-Albert von Lettow-Vorbeck
 (mai 2024).
Si vous disposez d'ouvrages ou d'articles de référence ou si vous connaissez des sites web de qualité traitant du thème abordé ici, merci de compléter l'article en donnant les références utiles à sa vérifiabilité et en les liant à la section « Notes et références ».
Hans-Albert von Lettow-Vorbeck (28 avril 1901 - 11 juin 1942) est un officier allemand de la Waffen-SS pendant la Seconde Guerre mondiale. Il a été le troisième commandant du Corps franc danois.

## Biographie
On ne sait pas grand chose de sa jeunesse. On pense qu'il était un neveu du général-major Paul von Lettow-Vorbeck, célèbre commandant de la Première Guerre mondiale. Son père est décédé en 1918.
Il rejoint le NSDAP sous le numéro de membre 1 803 232 et la SS sous le numéro de membre 203 005. Le 26 avril 1934, il est nommé SS-Untersturmführer, puis un an plus tard, le 20 avril 1935, promu SS-Obersturmführer. S'ensuit sa promotion au rang de SS-Hauptsturmführer le 30 janvier 1938. En 1941, il est commandant de la compagnie du 9e régiment blindé de grenadiers de la Germanique SS. Il y sert sous le grade de SS-Sturmbannführer.
Le 2 avril 1942, il est nommé commandant de la nouvelle légion de volontaires flamands. Il s'est ensuite rendu à Graz, où il participe dans un camp à un entraînement organisé par le SS-Obergruppenführer Berger, les volontaires flamands recevant leur formation de base.
Il fut ensuite rappelé à Berlin, où la décision de le nommer commandant de la légion fut révoquée. Il a lui-même été muté au poste d’officier de réserve. Néanmoins, en juin 1942, il rejoint la ligne de front et envoyé le 2 juin 1942 en URSS pour prendre ses fonctions de commandant du Corps franc danois, succédant officiellement au SS-Sturmbannführer Christian Frederik von Schalburg, tué au combat le 2 juin. Le Freikorps Danmark était subordonné à la 3e division motorisée de la SS Totenkopf, impliquée dans de violents combats lors de la bataille de Léningrad, au nord de la Russie. 
Il est à son tour tué au front deux jours après son entrée en fonction, à la fin de violents combats près du lac Ilmen, vers Demiansk, dans la nuit du 10 au 11 juin 1942.